# Pârâul Sărat, Târnava Mare
Pârâul Sărat este un curs de apă, afluent al râului Târnava Mare.  

## Hărți
- Harta județului Harghita